# Cecilia Domínguez Luis
Cecilia Domínguez Luis (* 17. Oktober 1948 in La Orotava, Teneriffa) ist eine spanische Dichterin und Schriftstellerin.

## Leben
Domínguez Luis wuchs in La Orotava auf Teneriffa auf und begann bereits in ihrer Kindheit mit dem Schreiben. 1966 nahm sie ein Studium der Philosophie und Literatur an der Universität La Laguna auf. 1968 studierte sie für ein Jahr Kunstgeschichte an der Universität Complutense Madrid, bevor sie ein Jahr später nach Teneriffa zurückkehrte. 1987 schloss sie ein Studium der spanischen Philologie mit der Licenciatura ab.
1977 veröffentlichte sie mit Porque somos de barro ihren ersten Gedichtband; seitdem erschienen zahlreiche weitere Gedichtsammlungen, zu denen später auch Erzählungen hinzukamen.
2015 wurde Domínguez Luis mit dem Literaturpreis der Kanaren ausgezeichnet.
Sie ist Mitglied der Academia Canaria de la Lengua und des Instituto de Estudios Canarios.

## Werke

### Lyrik
- 1977 Porque somos de barro
- 1981 Objetos
- 1982 Presagios de sueños en las gargantas de las palomas
- 1987 Un cierto sabor ácido para los días venideros
- 1989 Víspera de la ausencia
- 1991 Otoño de los dáctiles velos
- 1993 1981 – Poemas – 1992
- 1997 Y de pronto anochece
- 1999 Así en la Tierra
- 2000 Solo el mar
- 2000 Octubre (Antología)
- 2000 Doce lunas de Eros
- 2002 Para cruzar los puentes
- 2003 Poemas 2003
- 2005 Azogue
- 2006 El libro de la duda
- 2008 Bestiario
- 2008 La ciudad y el deseo
- 2014 Cuaderno del orate

### Prosa
- 1994 Futuro imperfecto
- 2002 El viento en contra
- 2008 Yara
- 2009 Mientras maduran las naranjas
- 2009 Fompi y Lío en la montaña de cristal
- 2010 Entre tejados
- 2010 Días de abril
- 2010 Los niños de la lata de tomate
- 2010 Aquel verano
- 2013 Si hubieras estado aquí
- 2015 El sepulcro vacío
- 2016 La luna encima de pisos picados
- 2021 Las terribles historias